# W pogoni za Lolą
W pogoni za Lolą (ang. Looking for Lola) - komedia romantyczna o perypetiach początkującego pisarza i znajomości z przypadkowo poznaną dziewczyną z nocnego klubu.

## Obsada
- Mark Kassen - Mike Greenbaum
- Ara Celi - Lola
- Adam Biesk - Benny
- Vincent Ventresca - Tony
- Michael Kagan - Max Greenbaum
- Brenda Pickleman - Doris Greenbaum
- Leeza Davidson - Sally Greenbaum
- Joe Viterelli - Salvatore Greco
- Tony Perez - Jose Gomez
- Loyda Ramos - Alma Gomez
- Anna Davidson - Anna Gomez
- Kurt Fuller - Dr Gregory Hinson
- Nancy Linari - Selma Hinson
- David Purdham - Perry Monahan
- Michelle Azar - Leanne